# European Fruit Magazine
Das European Fruit Magazine (EFM) ist eine Fachzeitschrift für den professionellen Obstbauer. Sie erscheint in den Sprachen Deutsch, Englisch und Niederländisch.